# Elfidio Alonso
Elfidio Alonso Rodríguez (Tacoronte, 16 de octubre de 1905-La Laguna, 28 de febrero de 2001) fue un periodista y político español. Durante el periodo de la Segunda República fue diputado en las Cortes republicanas.

## Biografía
Nació en la localidad tinerfeña de Tacoronte en 1905 y fue el segundo de los hijos del matrimonio formado por Rosalía Rodríguez, maestra nacional en Guamasa y Ambrosio Alonso, que era comisionista. En 1909 se suma al núcleo familiar una segunda hermana, María Rosa, profesora, filóloga y ensayista canaria. A pesar de realizar estudios de medicina, no los llegaría a terminar y desde temprana edad se dedicó al periodismo, colaborando con diarios como La Prensa, La Tarde, Informaciones. En 1930 fue nombrado presidente de la Juventud republicana de Tenerife, colaborando con el semanario republicano Proa.
Afiliado del Partido Republicano Tinerfeño, tras la proclamación de la Segunda República entró de lleno en el mundo de la política. Fue elegido diputado por la circunscripción de Santa Cruz de Tenerife en elecciones de 1933, dentro de las listas del Partido Republicano Radical de Alejandro Lerroux. Al año siguiente junto a varios diputados —entre ellos el canario Antonio Lara Zárate— protagonizó la ruptura con el Partido Radical y se pasó a las filas de Unión Republicana. En las elecciones de febrero de 1936 concurrió por las listas de Unión Republicana, obtenido 35.339 votos y revalidando su acta de diputado. Durante la etapa republicana colaboró habitualmente con los diarios Hoy y El Imparcial.
Tras el comienzo de la Guerra civil, en agosto de 1936 fue nombrado director del diario ABC, que se había convertido en órgano de Unión Republicana. Sustituía en este puesto al conflictivo Augusto Vivero. No obstante, en marzo de 1937 abandonó la dirección del periódico tras ser nombrado secretario de Unión Republicana.
Al final de la contienda, con la victoria de las fuerzas franquistas, hubo de abandonar España y marchar al exilio. Inicialmente se instaló en la República Dominicana, pasando posteriormente a México; en esta etapa colaboró con varias publicaciones hispanoamericanas. En México formó parte de la Unión Democrática Española (UDE), constituida en abril de 1942, siendo Elfidio Alonso director de su boletín. Regresó a España tras la restauración de la democracia, instalándose en su natal Tenerife. Colaboró regularmente con los diarios canarios La Gaceta y Diario de Avisos. En 1998 el gobierno regional canario le entregó la Medalla de Oro de Canarias.

## Obras
- —— (1998). Los guanches en el cabaret. Ateneo de La Laguna.